# آنومالی دیزج تکیه۲
آنومالی دیزج تکیه۲ یک اندیس فلزی است که در حوالی شهر اشنویه استان آذربایجان غربی قرار دارد و مادهٔ معدنی موجود در آن، طلا است. در این اندیس، پاراژنز‌های سینابر، بروشانتیت یافت می‌شوند.